# The Long Arm of the Law
The Long Arm of the Law è un cortometraggio muto del 1911 diretto da George Melford. Prodotto dalla Kalem Company e interpretato da Carlyle Blackwell e Alice Joyce, il film uscì nelle sale il 6 dicembre 1911.

## Produzione
Il film fu prodotto dalla Kalem Company.

## Distribuzione
Distribuito dalla General Film Company, il film - un cortometraggio in una bobina - uscì nelle sale cinematografiche statunitensi il 6 dicembre 1911.